# Nanhermannia laevis
Nanhermannia laevis är en kvalsterart som beskrevs av Sitnikova 1975. Nanhermannia laevis ingår i släktet Nanhermannia och familjen Nanhermanniidae. Inga underarter finns listade i Catalogue of Life.